# Willem Usselincx

Nya Nederländerna (magenta) och Nya Sverige (blå)

Willem Usselincx, född 1567 i Antwerpen, död omkring 1647 i Nederländerna, var en nederländsk ekonomiförfattare och grundare av handelskompanier.
Usselincx tillbringade en del av sin ungdom åt resor och handelsföretag i Spanien, Portugal och på Azorerna och började efter sin återkomst till Nederländerna omkring 1591 att verka för att bygga upp ett stort bolag för handel mot Amerika, det som på den tiden kallades ett västindiskt kompani.
Genom en mängd småskrifter i ämnet försökte han bana väg för sin plan. 1616 tog generalstaterna hand om projektet och 1621 öppnade det holländsk-västindiska kompaniet, dock under andra former än vad Usselincx ville och utan att han fick någon befattning inom det. Då han ansåg sig otacksamt behandlad och dessutom ruinerad, lämnade han sitt land 1623, samtidigt som det västindiska kompaniet utrustade sin första expedition.
Hösten 1624, på sin väg till Danzig, kom han till Göteborg, där han fick audiens hos Gustav II Adolf och för honom presenterade sin stora plan. Han fick snabbt gehör för sina idéer och redan 21 december 1624 fick han kungens uppdrag att bilda ett handelskompani för Asien, Afrika, Amerika och Terra Magellanica (Sydamerikas södra delar). 6 juni 1626 utfärdades patent för svenska Söderkompaniet och från 1 maj 1627 hade bolaget ensamrätt på handel och kolonisation i främmande världsdelar.
Ständerna förlitade sig på Usselincx prospekt och förväntade sig stora resultat. Kungen själv anmälde sig som deltagare med en stor summa pengar. Riksråd, biskopar, magistrater med flera uppmanades att delta och verka för planen, och även på riksdagen 1627 talades det livligt om kompaniet och tecknades bidrag. Direktörer tillsattes och företaget såg ut att snabbt kunna sättas i verket.
Kungens avresa till kriget i Preussen och de därefter följande politiska händelserna undansköt dock förverkligandet och entusiasmen avtog trots Usselincx skrifter och resor. Dessa sträckte sig senare till provinserna på andra sidan Östersjön för att vinna nya deltagare och för att få kungen att upplåta fartyg för den första handelsresan.
Dröjsmål med inbetalningarna av utlovade bidrag och andra motgångar fick Usselincx att ge upp projektet i Sverige, och i början av 1629 återvände han till sitt hemland. På grund av den politiska situationen i Nederländerna började han att arbeta som skriftställare vilket snart gjorde att han hamnade i konflikt med generalstaterna. Han sökte då åter igen upp Gustav II Adolf, som vid den tiden hade gått in i Tyskland. I spåren av kungens segertåg försökte Usselincx verka för sitt kompani, som då även skulle omfatta tyska stater, och i lägret vid Nürnberg accepterade i oktober 1632 konungen planen och upprättade en fullmakt för Usselincx som projektets ledare.
Efter konungens död fullföljde Axel Oxenstierna projektet. Han lade fram det för konventet i Heilbronn och utfärdade i april 1633 ett nytt inbjudningspatent för det utvidgade kompaniet. Slaget vid Nördlingen 1634 omintetgjorde dock hela företaget.
Usselincx försökte förgäves att realisera sina planer i Frankrike, men i Nederländerna inledde Oxenstierna under ett besök 1635 de förbindelser, som snart ledde till förverkligandet av Usselincx ursprungliga plan i Sverige och anläggandet av kolonin Nya Sverige.
Usselincx vidgade åter igen sina vyer och försökte i Nederländerna att verka för ett förbund mellan de stater som var fientliga mot Spanien, som undanträngde handel med främmande världsdelar. Men han fick varken gehör i Nederländerna eller i östersjöstaterna.
1641 kom Usselincx åter till Sverige där han dels verkade för sina gamla planer, och dels för att torrlägga en vik i Mälaren vid Arbogaåns utlopp. 1643 tvingades han att begära hjälp av regeringen för att kunna lämna landet och reste samma år som handelsagent till Nederländerna, där han troligen avled fyra år senare.